# The Royal Crown Revue
The Royal Crown Revue is een in 1989 opgerichte achtkoppige Amerikaanse rock-, swing- en neoswingband uit Los Angeles. De band is een van de bekendste vertegenwoordigers van de neoswing en verbindt rockabilly, punkrock en blues met swing. Hun optredens in de stijl, kleding en rekwisieten van de jaren 1940 ontketenden begin 1990 een nostalgische golf in de Verenigde Staten.

## Bezetting
Oprichters
- Eddie Nichols (zang)
- Mando Dorame (tenorsaxofoon)

Huidige bezetting
- Eddie Nichols (zang)
- Mando Dorame (tenorsaxofoon)
- Jennifer Keith (zang)
- Jim Jedeikin (bariton/altsaxofoon)
- Scott Steen (trompet)
- Mark Cally (gitaar)
- Dave Miller (basgitaar)
- Daniel Glass (drums)

Voormalige leden
- James Achor (gitaar)
- Veikko Lepisto (basgitaar)
- Bill Ungerman (bariton/altsaxofoon)
- Enrico Crivellaro (gitaar)
- Greg Erba (gitaar)
- Mark Stern (drums)
- Adam Stern (basgitaar)
- Jamie Stern (bariton/altsaxofoon)

## Geschiedenis
De voormalige punkzanger Eddie Nichols en gitarist James Anchor speelden al samen in de rockabillyband The Rockomatics. Eind jaren 1980 scheen echter de punk- en rockabillymuziek in Los Angeles haar einde te hebben bereikt. Beiden ontmoetten Mando Dorame, die wederom een grote fan was van Big Jay McNeely en formeerden in 1989 The Royal Crown Revue. De band had zich voorheen met jumpblues van Louis Prima en Louis Jordan en vervolgens met de belangrijkste artiesten uiteengezet. De mengeling van blues, punk en rockabilly werd door de band zelf als 'hardboiled swing' en 'gangster bop' gekenmerkt. In tegenstelling tot vele andere neoswingbands concentreerde de band zich niet op het coveren van bekende swing- en jazzstandards, maar schreven ze direct hun eigen teksten en melodieën. The Royal Crown Revue wordt meervoudig in verbinding gebracht als veroorzaker van de swingrevival eind jaren 1980 en de daarmee opkomende neoswing.
Met de voormalige leden Mark en Adam Stern waren verdere door punk beïnvloede muzikanten in de band. De broers speelden voorheen bij Youth Brigade, een hardcore punkband uit Californië. Het eerste album Kings of Gangster Bop van The Royal Crown Revue verscheen in 1991 ook bij het door de gebroeders Stern opgerichte label BYO Records.
Na het uitbrengen speelden ze jaarlijks meerdere honderd concerten in de Verenigde Staten en Europa. Vanaf 1993 was de band voor twee jaar de huisband in de 'Fledgling Club' in Hollywood. De band is ook te zien in de filmkomedie The Mask uit 1994 met de presentatie van hun song Hey Pachuco.
Hun tweede en vierde album werden in 1996 en 1998 uitgebracht bij Warner Bros. Records. Van 1998 tot 1999 leverden ze de titelsong voor The WB Television Network. Bovendien werkten ze samen met Bette Midler, waaruit onder andere de song One Monkey Don't Stop No Show ontstond.

## Discografie
- 1991: Kings of Gangster Bop (BYO Records)
- 1997: Caught In The Act (live, Surfdog Records)
- 1998: Mugzy's Move (Warner Bros. Records)
- 1998: The Contender (Warner Bros. Records)
- 1999: Walk On Fire (RCR Records)
- 2000: Passport To Australia (live) (RCR Records)
- 2004: Greetings From Hollywood
- 2007: El Toro (RCR Records/KUFALA)
- 2007: Live at The Corner Hotel, Melbourne Australia (live)
- 2010: Don't Be a Grinch This Year (RCR Records)